# The Tipping Point (album The Roots)
The Tipping Point – szósty album studyjny amerykańskiej grupy hip-hopowej The Roots, wydany w lipcu 2004 roku.

## Lista utworów
| 1.  | "Star/Pointro" (gościnnie Wadud Ahmad)                                                                                    | 7:36  |
|     | |       |
| 2.  | "I Don't Care" (gościnnie Dom)                                                                                            | 4:03  |
|     | |       |
| 3.  | "Don't Say Nuthin'" | 3:36  |
|     | |       |
| 4.  | "Guns Are Drawn" (gościnnie Aaron Livingston)                                                                             | 5:16  |
|     | |       |
| 5.  | "Stay Cool" (gościnnie Martin Luther)                                                                                     | 3:34  |
|     | |       |
| 6.  | "Web" | 3:17  |
|     | |       |
| 7.  | "Boom!" (gościnnie Dice Raw)                                                                                              | 2:58  |
|     | |       |
| 8.  | "Somebody's Gotta Do It" (gościnnie Devin The Dude, Jean Grae & Mack Dub)                                                 | 4:09  |
|     | |       |
| 9.  | "Duck Down!" (gościnnie Dom)                                                                                              | 3:56  |
|     | |       |
| 10. | "Why (What's Goin' On?)" (gościnnie Latif)                                                                                | 16:40 |
|     | - (utwór bonusowy) "In Love with the Mic" (gościnnie Dave Chappelle, Skillz & Truck North) - (utwór bonusowy) "Din Da Da" |       |
| 11. | "Melting Pot" |       |
|     | utwór bonusowy w wydaniu japońskim                                                                                        |       |
|     | | 55:05 |
|     | |       |